# Resolution 1473 des UN-Sicherheitsrates
Mit der Resolution 1473 des UN-Sicherheitsrats wurden Veränderungen im Mandat der Unterstützungsmission der Vereinten Nationen in Osttimor (UNMISET) beschlossen. Die Resolution wurde am 4. April 2003 unter Hinweis auf die Resolution 1410 vom 17. Mai 2002 verabschiedet.

## Hintergrund
Nach der indonesischen Besatzung von 1975 bis 1999 stand Osttimor (Timor-Leste) zunächst unter UN-Verwaltung. Nach der Entlassung des Landes in die Unabhängigkeit am 20. Mai 2002 blieb die UNMISET zur Unterstützung.

## Die Resolution

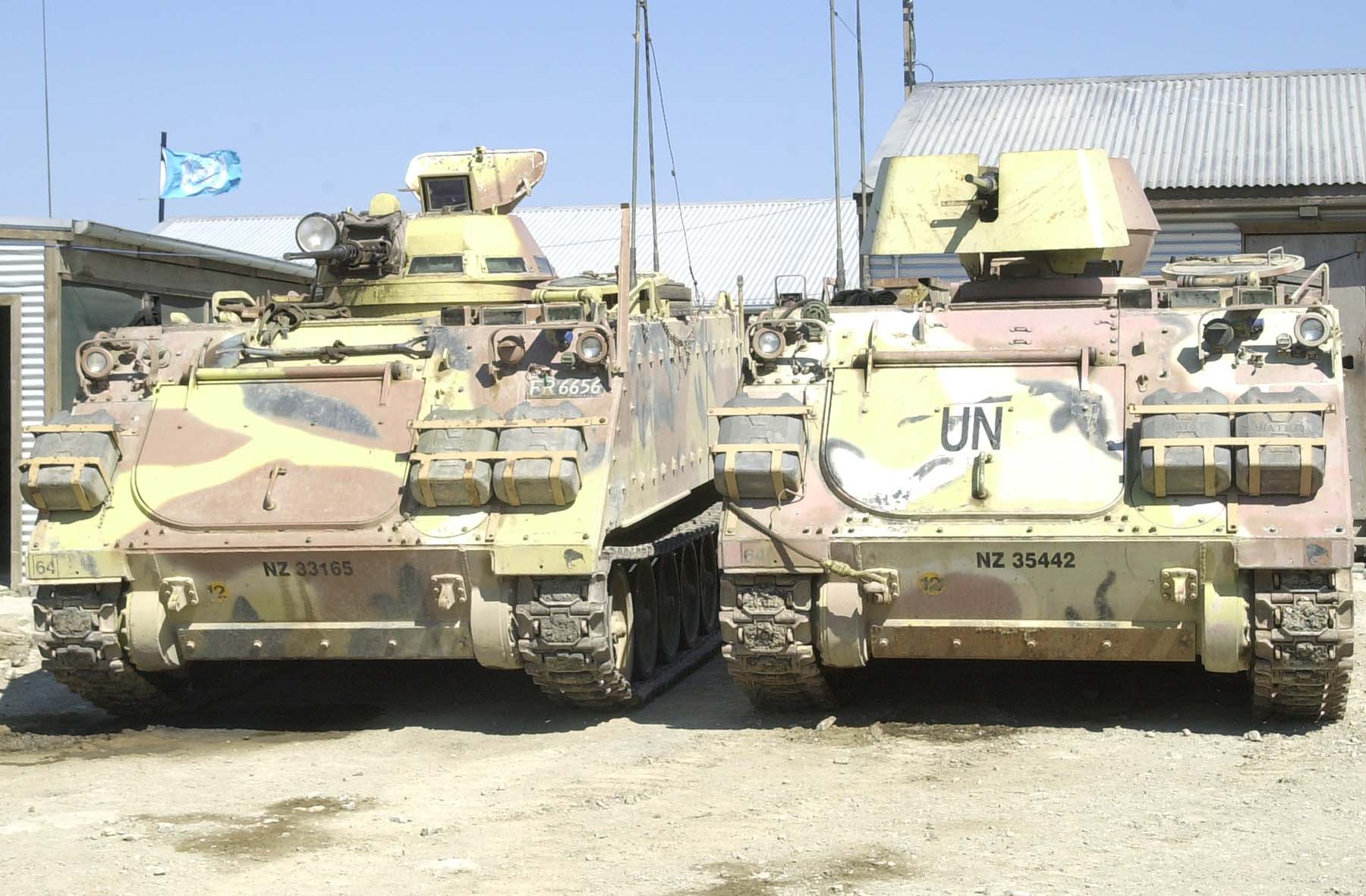
Neuseeländische UN-Fahrzeuge in Osttimor (2002)

Der Weltsicherheitsrat bestätigte seine volle Unterstützung für den UN-Sonderbeauftragten für Osttimor Kamalesh Sharma und die von ihm geleitete UNMISET. Begrüßt wurde der Fortschritt, den Osttimor mit Unterstützung der UNMISET seit der Unabhängigkeit am 20. Mai 2002 erreicht hat. Zur Kenntnis nahm man die weiterbestehenden Herausforderungen für die Sicherheit und Stabilität des Landes. Der Weltsicherheitsrat betonte, dass die Entwicklung der allgemeinen Fähigkeiten der Nationalpolizei Osttimors (PNTL) eine Schlüsselpriorität habe. Der Sonderbericht des Bericht des Generalsekretärs der Vereinten Nationen Kofi Annan vom 3. März 2003 (S/2003/243) über die UNMISET wurde zur Kenntnis genommen. Ebenso nahm man den Brief von Untergeneralsekretär für Friedenssicherungseinsätze Jean-Marie Guéhenno an die Mitglieder des Weltsicherheitsrat vom 28. März 2003 (S/2003/379, Anhang) zur Kenntnis.
Der Weltsicherheitsrat beschloss, dass die Zusammensetzung und Größe des Polizeianteils der UNMISET und der Zeitplan für seine Reduzierung angepasst wird, entsprechend der Paragraphen 33 und 35 des Sonderberichts des Generalsekretärs. Folgende Maßnahmen waren Teil der Veränderungen: Die Einbindung einer international gebildeten Einheit für ein Jahr, die Bereitstellung zusätzlicher Ausbildungskapazitäten in Schlüsselbereichen, wie sie im Sonderbericht des Generalsekretärs beschrieben sind, die stärkere Ausrichtung auf die Bereiche Menschenrechte und der Rechtsstaatlichkeit, die Beibehaltung einer größeren Überwachungs- und Beratungspräsenz in den Distrikten, wo die polizeiliche Verantwortung an die Nationalpolizei Osttimors übergeben worden ist, die empfohlenen Folgemaßnahmen, wie sie im Bericht der Joint Assessment Mission über Polizeiarbeit vom November 2002 aufgeführt sind und die Anpassung der Planung zur schrittweisen Übergabe der Polizeiaufgaben en die Nationalpolizei Osttimors.
Weiter beschloss der Weltsicherheitsrat, den Zeitplan zur Reduzierung des militärischen Teils der UNMISET für die Zeit bis Dezember 2003 anzugleichen, entsprechend dem Brief des Untergeneralsekretärs für Friedenssicherungseinsätze an den Weltsicherheitsrat vom 28. März 2003. Außerdem sollten dementsprechend in diesem Zeitraum zwei Bataillone neben der Taktischen Koordinationsstelle in der Region verbleiben, zusammen mit den verbundenen Kräften, inklusive der Transporteinheiten. Die Zahl der Soldaten der militärischen Friedenssicherung von 1750 Mann sollte nun in mehr Stufen verkleinert werden, als noch in der Resolution 1410 vorgesehen war. Der Generalsekretär wurde angewiesen, bis zum 20. Mai 2003 für die Freigabe durch den Weltsicherheitsrat eine detaillierte militärische Strategie für den überarbeiteten Zeitplan zur Reduzierung des militärischen Teils der UNMISET zu erstellen.
Außerdem wurde der Generalsekretär angewiesen, den Weltsicherheitsrat eng und regelmäßig über die Entwicklungen vor Ort und der Umsetzung der veränderten Strategien für Militär und Polizei zu unterrichten. Die Regierung Osttimors wurde aufgefordert, weiterhin eng mit UNMISET zusammenzuarbeiten, auch bei der Umsetzung der veränderten Strategien für Militär und Polizei.
Der Weltsicherheitsrat beschloss, sich weiter aktiv mit der Angelegenheit zu befassen.

## Folgezeit
Mit der Resolution 1480 vom 19. Mai 2003 wurde das Mandat der UNMISET zunächst bis zum 20. Mai 2004 verlängert, später bis 2005, dann durch die einjährige Folgemission Büro der Vereinten Nationen in Osttimor (UNOTIL) ersetzt. Als 2006 Unruhen in Osttimor ausbrachen, wurde die Entsendung der Integrierte Mission der Vereinten Nationen in Timor-Leste (UNMIT), zusammen mit der International Stabilization Force (ISF) notwendig. Die UN-Missionen in Osttimor endeten schließlich am 31. Dezember 2012.